# Ctenus bahamensis
Ctenus bahamensis är en spindelart som beskrevs av Embrik Strand 1907. Ctenus bahamensis ingår i släktet Ctenus och familjen Ctenidae. Inga underarter finns listade i Catalogue of Life.